# Karl Traugott Thieme
Karl Traugott Thieme (* 28. Januar 1745 in Canitz bei Oschatz; † 30. Mai 1802 in Löbau) war ein deutscher Pfarrer, Lehrer an mehreren Schulen und Autor mit den Themenschwerpunkten Aufklärung und Volksbildung.
Thieme studierte Theologie in Leipzig und wurde 1775 mit einer Disputation zum Thema De linguis methodice discendis dissertatio promoviert. Er war danach Katechet an St. Petri in Leipzig. Am 16. Dezember 1776 trat er die Position des Rektors des Lyceums im niederlausitzischen Lübben an. 1788 war er Rektor der Stiftsschule in Merseburg, ab 1798 Rektor in Löbau.
Einen Namen machte sich Thieme mit der Beantwortung der von Rudolph Zacharias Becker ausgeschriebenen Preisfrage Über die Hindernisse des Selbstdenkens in Deutschland, in der seine Abhandlung gewann.

## Schriften
- Der Trost einer wohlgenutzten Jugend: Predigt. Walther, Leipzig 1778 (BSB).
- M. Karl Traugott Thiemens, Rectors der Schule zu Lübben, Reden vor der Gemeine. Leipzig: Hertel 1782. (Digitalisat)
- Warnefried: oder Über die Verbesserung alter Schulanstalten: Ein Gutachten an die Schulpatronen zu …. Crusius, Leipzig 1787. (Digitalisat)
- Erste Nahrung für den gesunden Menschenverstand

- Frankfurt und Leipzig 1786 (Dt./Latein.). (Digitalisat)
- Crusius, Leipzig 1799 (Digitalisat)
- Crusius, Leipzig 1803. (Digitalisat)

- Ueber die Hindernisse des Selbstdenkens in Deutschland: Eine gekrönte Preisschrift Crusius, Leipzig 1788.

- Ueber die Hindernisse des Selbstdenkens in Deutschland: Eine gekrönte Preisschrift In: Expedition der Deutschen Zeitung. Gotha 1791 (BSB).

- Gutmann oder der Sächsische Kinderfreund

- Erster Theil. Crusius, Leipzig 1794 (Digitalisat)

- Aufmunterungen zum vernünftigen Denken und Handeln: Ein Buch für bildungsbeflissene Jünglinge. Crusius, Leipzig 1801 (Digitalisat).